# Belœil (Belgique)
Pour les articles homonymes, voir Belœil.
 (mai 2014).
Si vous disposez d'ouvrages ou d'articles de référence ou si vous connaissez des sites web de qualité traitant du thème abordé ici, merci de compléter l'article en donnant les références utiles à sa vérifiabilité et en les liant à la section « Notes et références ».
Belœil (prononcer [bɛlœj] ; du picard Beuleul ou Baileul signifiant « barrière », « palissade ») est une commune francophone de Belgique située en Région wallonne dans la province de Hainaut, ainsi qu’une localité qui en fait partie.
L'un de ses principaux attraits est son château et son parc, appartenant à la Maison de Ligne, l'une des plus illustres familles nobles belges. L'actuel propriétaire est Michel, 14e prince de Ligne depuis le décès de son père en août 2005. Le domaine de Belœil est ouvert au public et accueille deux importantes manifestations culturelles : l'exposition d'amaryllis dans les salons du château (en mai) et Les Fééries de Belœil dans le parc (en août). Il s'agit d'une déambulation au fil des spectacles principalement circassiens qui émaillent le domaine, cette formule ayant remplacé en 2018 les Musicales de Belœil dont la dernière édition eut lieu à l'été 2016.
La commune de Belœil abrite un parc archéologique : l'archéosite d'Aubechies.

## Toponymie
Selon Jacques de Guyse, Belœil était un bois dans lequel quelques fugitifs élevèrent un fort appelé Baluel. Au XIIe siècle, on écrivait Bailloeul. Belœil est donc une mauvaise graphie avec réinterprétation de Bailleul, nom d'une dizaine de communes en France d'oïl et en Belgique, dérivé de l'ancien français baille, « barrière, palissade », d'où « enclos ».

## Géographie

### Situation
Commune à la fois agricole et touristique, Belœil s’étend sur une altitude variant de 25 m à l’ouest, au niveau de l’autoroute A16, jusqu’à 95 m au sud-est, dans la forêt de Stambruges.
Elle est traversée du sud au nord-est par le canal Blaton-Ath et est bordée, à son extrême sud, sur une petite portion de son territoire, par le canal Nimy-Blaton-Péronnes.
Belœil est également desservie de l’ouest au sud-est par la N50 et au sud par l’A16, en raison de sa position à 26 km de Tournai et 19 km de Mons.

### Sections de commune
| #  | Nom                   | Superf. (km²) | Habitants (2020) | Habitants par km² | Code INS |
| -- | --------------------- | ------------- | ---------------- | ----------------- | -------- |
| 1  | Belœil                | 10,34         | 2.337            | 226               | 51008A   |
| 2  | Stambruges            | 5,39          | 1.358            | 252               | 51008B0  |
| 3  | Grandglise            | 5,92          | 1.136            | 192               | 51008B1  |
| 4  | Quevaucamps           | 9,16          | 3.367            | 368               | 51008C   |
| 5  | Basècles              | 8,67          | 3.511            | 405               | 51008D   |
| 6  | Thumaide              | 4,24          | 484              | 114               | 51008E   |
| 7  | Ramegnies             | 1,46          | 142              | 97                | 51008F   |
| 8  | Wadelincourt          | 3,04          | 343              | 113               | 51008G   |
| 9  | Ellignies-Sainte-Anne | 11,27         | 1.211            | 107               | 51008H   |
| 10 | Aubechies             | 2,82          | 168              | 60                | 51008J   |

### Communes limitrophes
Beloeil partage ses frontières communales, dans le sens horaire à partir du nord, avec Ath, Chièvres, Saint-Ghislain, Bernissart, Péruwelz et Leuze-en-Hainaut. Elle se situe dans le Hainaut occidental, une région qui s'étend du nord-est à l'ouest de son territoire. Au sud et au sud-est, Beloeil est bordée par la région du Borinage, marquée par un riche passé industriel lié à l’exploitation charbonnière.
| Leuze-en-Hainaut     | Ath        | Chièvres                 |
| Péruwelz             | Belœil     | Chièvres, Saint-Ghislain |
| Péruwelz, Bernissart | Bernissart | Saint-Ghislain           |

## Démographie

### Démographie: Avant la fusion des communes
- Source: DGS recensements population

### Démographie: Commune fusionnée
En tenant compte des anciennes communes entraînées dans la fusion de communes de 1977, on peut dresser l'évolution suivante :
Les chiffres des années 1831 à 1970 tiennent compte des chiffres des anciennes communes fusionnées.
- Source: DGS , de 1831 à 1981=recensements population; à partir de 1990 = nombre d'habitants chaque 1 janvier[2]

## Histoire

### Appartenance
Belœil formait une seigneurie importante. Ce fief appartint d'abord à une famille du nom de la localité, puis à partir de 1020, elle est la propriété de la famille de Ligne. Les français investirent le village de Belœil en 1478, mais le château n’est pas tombé en leur pouvoir grâce à l'écuyer Montaigle qui en était capitaine.

Au XVIIIe siècle, Charles-Joseph de Ligne, diplomate et homme de lettres, fait construire le château.

Pendant la Révolution française, Belœil fut le siège d'un comptoir.

À l’heure actuelle, le village est toujours associé au prestigieux domaine du château et à la Maison de Ligne dont il est le berceau.

### Rues
Plusieurs rues de Belœil portent le nom de docteurs en médecine :
- la rue docteur Ronflette (dite « rue verte ») porte le nom d'un médecin herboriste. Un monument y est érigé en sa mémoire. Cette rue fut bordée de hêtres et de haies, d’où son appellation de « rue verte » ;
- la rue docteur Roland fait référence à Joseph Roland, né à Grosage le 1er février 1861, il était docteur en médecine et a été bourgmestre de Belœil à deux reprises. Il est décédé accidentellement dans ce village, percuté par le train le 26 mars 1935 ;
- la rue Docteur Jadot, que les Belœillois appelaient anciennement « caulde rue » (chaude rue), est également référencée comme rue Haute car son sommet est le point culminant du village. On y mesure en effet une dénivellation de 60 m jusqu’à la rue de Farvacq. Le docteur Jadot est venu à Beloeil sur demande personnelle du prince Eugène Ier de Ligne. Il fut le médécin de la maison de Ligne ainsi que du village. Il a aussi été bourgmestre avant le docteur Roland, de 1903 à 1907. L'ancienne propriété du Docteur Edmond Jadot est l'actuelle maison communale de Beloeil.

## Armoiries
|  | Blason de Belœil Blasonnement : D’or à la bande de gueules. - Délibération communale : 26 septembre 1990 - Arrêté de l'exécutif de la communauté : 18 décembre 1991 |

## Politique et administration

### Conseil et collège communal 2024-2030
Ci-dessous, le tableau des résultats des élections communales de 2024.
| Parti | Parti        | Voix (2024) | Voix (2018) | % (2024) | % (2018) | +/-    | Sièges  | +/-  | Collège |
| ----- | ------------ | ----------- | ----------- | -------- | -------- | ------ | ------- | ---- | ------- |
|       | PS           | 2.979       | 3.088       | 35,06%   | 35,32%   | 0.26 % | 9 / 23  | 1.0  | Oui     |
|       | MR+          | 3.578       | -           | 42,11%   | -        | 0.0 %  | 12 / 23 | 12.0 | Oui     |
|       | OSONS 2024   | 479         | -           | 5,64%    | -        | 0.0 %  | 0 / 23  | 0.0  | Non     |
|       | Bel Elan     | 786         | 1.121       | 9,25%    | 12,82%   | 3.57 % | 1 / 23  | 1.0  | Non     |
|       | ESSENTIEL    | 674         | 791         | 7,93%    | 9,05%    | 1.12 % | 1 / 23  | 0.0  | Non     |
|       | CAP BELOEIL  | -           | 915         | -        | 10,47%   | 0.0 %  | - / 23  | 2.0  | Non     |
|       | POUR LAVENIR | -           | 2.547       | -        | 29,13%   | 0.0 %  | - / 23  | 8.0  | Non     |
|       | NATION       | -           | 281         | -        | 3,21%    | 0.0 %  | - / 23  | 0.0  | Non     |
| Total | Total        | 8 496       | 8 743       | 100 %    | 100 %    |        | 23      |      |         |

| Collège communal   |                       |          |
| ------------------ | --------------------- | -------- |
| Bourgmestre        | Bastien Marlot        | MR - MR+ |
| 1er Échevin        | Alicia Vandenabeele   | PS       |
| 2e Échevine        | Antony Galand         | MR+      |
| 3e Échevin         | Justine Flammia       | MR+      |
| 4e Échevin         | Valentin Malfait      | MR+      |
| 5e Échevin         | Luc Van der Stichelen | PS       |
| Présidente du CPAS | Christian Vandeputte  | PS       |

### Liste des bourgmestres de 1830 à aujourd'hui
- Edouard Dufrasnes, de 2001 à 2006, (PS).
- Alain Carion, de 2007 à 2012, (MR).
- Luc Vansaingele, de 2013 à 2024, (PS).
- Bastien Marlot, de 2024 à aujourd'hui.

### Jumelages
- Crosne (France) depuis 1964
- Maybole (Royaume-Uni)
- Schotten (Allemagne) depuis 1963

## Population et société

### Langage des habitants
Le patois belœillois est un patois picard peu marqué en terme d'accent et donc fort proche du français commun. Il présente également peu d'expressions qui soient typiquement belœilloises.[réf. nécessaire]

### Sobriquets
À Belœil, comme dans toute la région, les habitants se connaissaient mieux entre eux par leur surnom que par leur nom. Presque tout le monde portait un sobriquet qui se transmettait de père en fils : il se précédait de l’article « du » ou « d’el ». Chose curieuse, les personnes qui portaient un sobriquet noble (el plafonneur…), habitaient le village (donc près du château) tandis que celles qui avaient un surnom d’oiseau (Emile Pirot El moineau…) habitaient Favarcq ou Ecacheries (à la lisière du bois).

## Culture et patrimoine

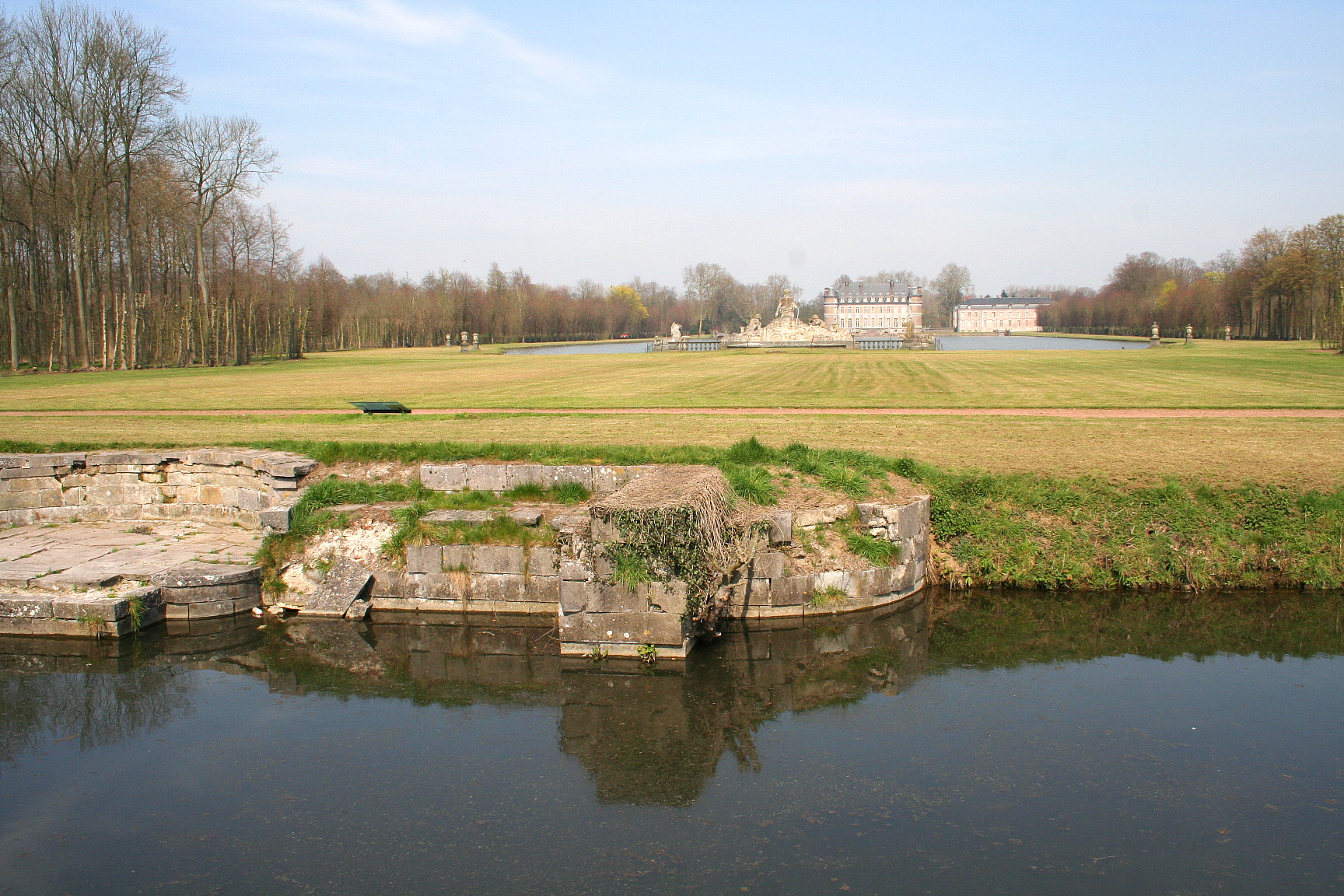
Le parc du château des princes de Ligne.

### Lieux et monuments

#### Château et son domaine
Le château de Belœil est implanté depuis le XIVe siècle au milieu de ses douves et viviers. En 1721, un potager est aménagé puis complété par le pavillon Pomone. Vers 1770, la partie nord-ouest du parc est transformée en jardin anglais avec l'aide de F.J. Bélanger. Le château comptait, en 1794, 24 appartements de 36 quartiers au-dessus des remises et écuries. Par la suite, le seigneur de Belœil construit l'orangerie. En 1900, un vaste incendie détruit la forteresse, mais les collections du château sont abritées dans des dépendances. De 1901 à 1906, le nouveau manoir est édifié sur le modèle de son prédécesseur, c'est-à-dire flanqué, et est érigé selon la forme d’un quadrilatère irrégulier.
En 1766, le propriétaire est Claude Lamoral II, prince de Ligne.

#### Église Saint-Pierre
L'église Saint-Pierre a été construite au XXe siècle, elle est de style néo-gothique en brique et grès de Grandglise.

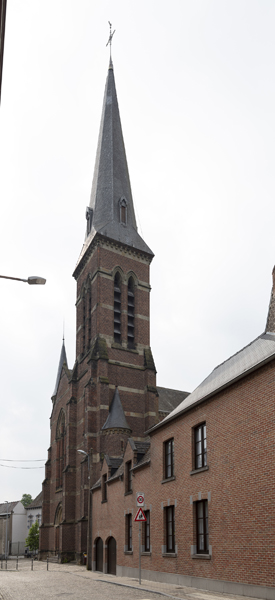
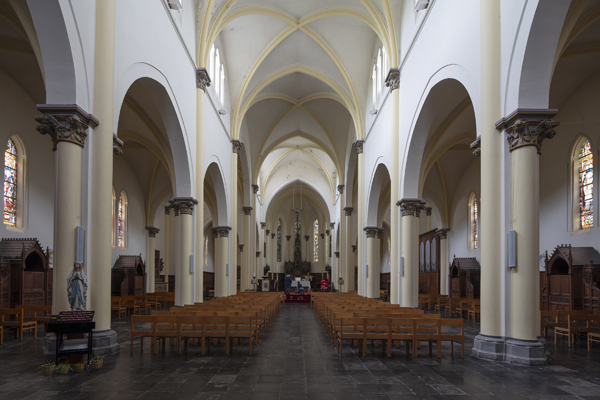
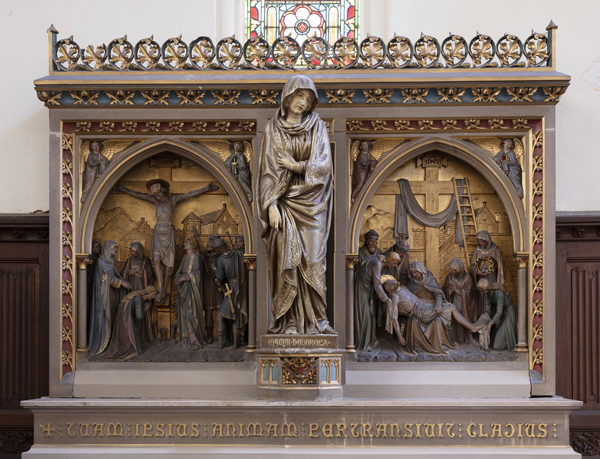
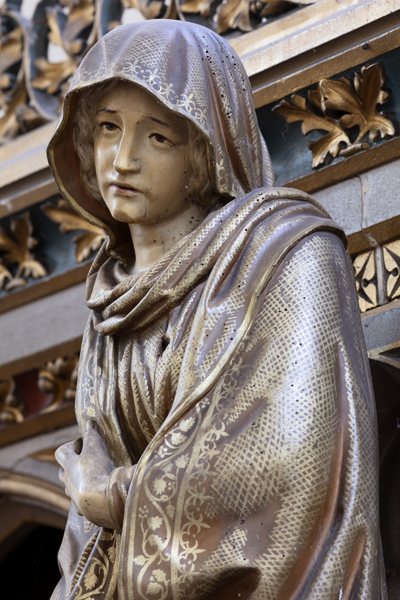

#### Fontaines
La plus vieille fontaine de Belœil date de 1824, la pompe du château. Elle compte ensuite 4 autres fontaines qui sont la fontaine à lattes, la fontaine du Major, la fontaine du gendarme et la fontaine bouillante.

#### Hameau des écacheries
Le hameau des écacheries est une sorte de village dans un village. Celui-ci possède sa propre église, un pont-levis sur le canal, et une forêt qui permet de rejoindre Stambruges par les sentiers et qui renferme la célèbre Fontaine bouillante, la fontaine claire et la fontaine du « marou ».

#### Lieux notables
- Château de Belœil.
- master automotive.

### Culture

#### Cinéma et audiovisuel
- Belœil d'Edmond Bernhard (1958)
- Des scènes du film Angélique, Marquise des anges ont été tournées fin 2012 dans le château et les jardins.
- Belœil FM, une radio locale indépendante et associative, créée en 1980 à Quevaucamps et qui émet en bande FM dans le Hainaut occidental.

## Personnalités liées à la commune
- La Maison de Ligne, famille princière du Saint-Empire ;
- Florent Cunier (1812-1852), le « père de l'ophtalmologie belge », y est né[6] ;
- Édouard, baron Descamps, sénateur et vice-président du sénat, y est né en 1847 ;
- Édouard Louis Joseph Empain, général et riche industriel belge, y est né en 1852 ;
- Christiane Lenain, comédienne belge, y est née en 1935 ;
- Jurgen De Buysschere, coureur cycliste belge, y est né en 1976 ;
- Frédéric Amorison, coureur cycliste belge, y est né en 1978 ;
- Émilie Dequenne, (1981-2025), actrice belge, y est née.